# رامونا بورتفيتش
رامونا بورتفيتش (Ramona Portwich) هي لاعبة أولمبية لرياضة كانو-كاياك من ألمانيا. شاركت في الأولمبياد الصيفي في 1988–1996، وفازت بما مجموعه 5 ميداليات.

## الميداليات
| ذهب | فضة | برونز | المجموع |
| 3   | 2   | 0     | 5       |

## روابط خارجية
- رامونا بورتفيتش على موقع اللجنة الأولمبية الدولية (الإنجليزية)
- رامونا بورتفيتش على موقع أوليمبيديا (الإنجليزية)